# Kayyar Kinhanna Rai

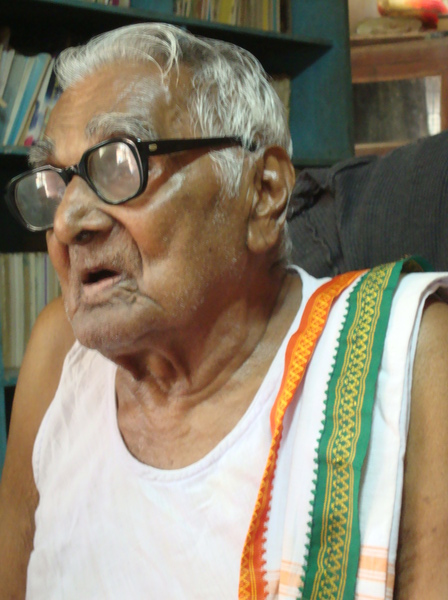
Kayyar Kinhanna Rai w 2010 roku

Kayyar Kihanna Rai (ur. 8 czerwca 1915 w Duggappa, zm. 8 sierpnia 2015 w Badiyadka) – indyjski pisarz, poeta i dziennikarz.

## Życiorys
Pracował krótko jako nauczyciel w szkole średniej, a potem rozpoczął pracę jako dziennikarz pisał do gazet Swabhimana i Madras Mail and The Hindu. Napisał kilka książek o teatrze, gramatyce i o dzieciach. Był autorem biografii Govindy Pai. Otrzymał tytuł doctora honoris causa na Uniwersytecie w Mangaluru w 2005 roku. W 1980 roku bez powodzenia stanął do wyborów do Zgromadzenia Ustawodawczego w Kerala. Zmarł w szpitalu w wieku 100 lat w wyniku zapalenia płuc.

## Nagrody i wyróżnienia
- Karnataka Sahitya Academy award (1969)
- National Award for Best Teacher (1969)
- Honorary Fellowship by Manipal Academy of Higher Education (1970)
- President 67th Akhila Bharatha Kannada Sahitya Sammelana held in Mangalore (1998)
- Pejawar Award in literature (2004)
- Alva's Nudisri Award (2005)
- Adarsha Rafna Award (2006)
- Nadoja (Teacher of the State) Award (2006)
- Karnataka Ekikarana (Unification) Award (2007)
- Honorary Fellowship by the Kannada Sahitya Parishat (2009)
- 1 st Karnataka Ratna Award[1].